# Marco Brescianini
Marco Brescianini (ur. 20 stycznia 2000 w Calcinate) – włoski piłkarz występujący na pozycji pomocnika.